# Jerry Quarry
Jerry Quarry (Pittsburgh, 15 maggio 1945 – Templeton, 3 gennaio 1999) è stato un pugile statunitense.

## Biografia
Professionista dal 1965, nel periodo dal 1967 al 1975 sfidò alcuni dei più noti campioni della propria categoria, come Floyd Patterson, Jimmy Ellis, Buster Mathis, Joe Frazier per il titolo mondiale dei massimi, George Chuvalo, Muhammad Ali, Ron Lyle, Ken Norton.
Nell'ultima parte della sua vita fu affetto da Sindrome da demenza pugilistica, che afflisse anche suo fratello Mike.
In suo onore è stata istituita una fondazione, la Jerry Quarry Foundation, che si occupa dei problemi connessi alla sindrome che ha portato alla morte prematura di entrambi i fratelli Quarry.
Dal 1967 al 1986 lavorò in alcune occasioni come attore per il piccolo schermo. Tra gli altri, interpretò proprio il ruolo di un pugile, "Kid" Hogan, nell'episodio Il pugno della domenica della serie poliziesca Ellery Queen (1976).